# Erik Graléns Minne
Erik Graléns Minne är ett travlopp för kallblod. Loppet körs på Hagmyrens travbana utanför Hudiksvall varje år i samband med att V75-tävlingar arrangeras där. Förstapris i loppet är 100 000 kronor.

## Vinnare
| År   | Häst           | Kusk             | Tränare           |
| ---- | -------------- | ---------------- | ----------------- |
| 2024 | Höstbo Wille   | Tomas Pettersson | Tommy S. Larsson  |
| 2023 | Pave Sokken    | Robert Bergh     | John Mogset       |
| 2022 | Åstas Gotthard | Kajsa Frick      | Kajsa Frick       |
| 2021 | Kalmar         | Henrik Svensson  | Henrik Svensson   |
| 2020 | Spikfaks       | Björn Steinseth  | Björn Steinseth   |
| 2019 | Lukas Rauen    | Magnus A. Djuse  | Frode Isdahl      |
| 2018 | Hövding Jaros  | Örjan Kihlström  | Gunnar Kvärne     |
| 2017 | Pydin          | Ove A. Lindqvist | Niclas Torstemo   |
| 2016 | Björs Frej     | Ulf Eriksson     | Annelie Lagergren |
| 2015 | Solör Stegg    | Torbjörn Jansson | Kenneth Larsson   |
| 2014 | Art Kjarvald   | Ove A. Lindqvist | Stig Jarle Röste  |
| 2013 | Remelden       | Bo Eklöf         | John Wiggen       |
| 2012 | Lix Mollyn     | Torbjörn Jansson | Åke Lindgren      |
| 2011 | Farmfurir      | Per Gustafsson   | Per Gustafsson    |
| 2010 | Björlifaks     | Jan-Olov Persson | Jan-Olov Persson  |
| 2009 | Fakse          | Tor Wollebaek    | Dag Gihle         |
| 2008 | Moe Tor        | Daniel Olsson    | Börje Björkvall   |
| 2007 | Lome Kongen    | Jan-Olov Persson | Jan-Olov Persson  |
| 2006 | Nordgubben     | Bo Eklöf         | Kenneth Karlsson  |
| 2005 | Järvsöfaks     | Jan-Olov Persson | Jan-Olov Persson  |
| 2004 | Järvsöfaks     | Jan-Olov Persson | Jan-Olov Persson  |
| 2003 | Järvsöfaks     | Jan-Olov Persson | Jan-Olov Persson  |
| 2002 | Prins Vinter   | Martin Hoel      | Martin Hoel       |
| 2001 | Lauvin         | Jim Frick        | Morten Wik        |
| 2000 | Bork Rigel     | Jomar Blekkan    | Anne-Grete Wanvik |
| 1999 | Bork Rigel     | Lars Lindberg    | Sven-Olov Sellén  |
| 1998 | Bork Rigel     | Jomar Blekkan    | Anne-Grete Wanvik |